# Grand Prix moto de Malaisie 2018
Le  Grand Prix moto de Malaisie 2018 est la 18e manche du championnat du monde de vitesse moto 2018. 
Cette 28e édition du Grand Prix moto de Malaisie se déroule du 2 au 4 novembre sur le circuit international de Sepang.

## Classement des MotoGP
| pos | num | pilotes           | moto    | tours | temps\ecarts       | grille | points |
| --- | --- | ----------------- | ------- | ----- | ------------------ | ------ | ------ |
| 1   | 93  | Marc Marquez      | Honda   | 20    | 40.32.372          | 7      | 25     |
| 2   | 42  | Alex Rins         | Suzuki  | 20    | +1.898             | 8      | 20     |
| 3   | 5   | Johann Zarco      | Yamaha  | 20    | +2.474             | 1      | 16     |
| 4   | 25  | Maverick Viñales  | Yamaha  | 20    | +4.667             | 11     | 13     |
| 5   | 26  | Daniel Pedrosa    | Honda   | 20    | +6.190             | 10     | 11     |
| 6   | 4   | Andrea Dovizioso  | Ducati  | 20    | +11.248            | 4      | 10     |
| 7   | 19  | Alvaro Bautista   | Ducati  | 20    | +15.611            | 9      | 9      |
| 8   | 43  | Jack Miller       | Ducati  | 20    | +19.001            | 5      | 8      |
| 9   | 9   | Danilo Petrucci   | Ducati  | 20    | +22.921            | 6      | 7      |
| 10  | 55  | Hafizh Syahrin    | Yamaha  | 20    | +26.919            | 23     | 6      |
| 11  | 41  | Alex Espargaro    | Aprilia | 20    | +29.503            | 12     | 5      |
| 12  | 21  | Franco Morbidelli | Honda   | 20    | +30.933            | 19     | 4      |
| 13  | 6   | Stefan Bradl      | Honda   | 20    | +35.322            | 20     | 3      |
| 14  | 30  | Takaaki Nakagami  | Honda   | 20    | +37.972            | 22     | 2      |
| 15  | 38  | Bradley Smith     | KTM     | 20    | +39.675            | 17     | 1      |
| 16  | 12  | Thomas Lüthi      | Honda   | 20    | +41.820            | 18     | 0      |
| 17  | 10  | Xavier Siméon     | Ducati  | 20    | +43.978            | 15     | 0      |
| 18  | 45  | Scott Redding     | Aprilia | 20    | +1.00.191          | 13     | 0      |
| abn | 46  | Valentino Rossi   | Yamaha  | 17    | case moteur        | 2      | 0      |
| abn | 44  | Pol Espargaro     | KTM     | 16    | casse moteur       | 16     | 0      |
| abn | 51  | Michele Pirro     | Ducati  | 5     | chute              | 14     | 0      |
| abn | 17  | Karel Abraham     | Ducati  | 3     | electroniques      | 21     | 0      |
| abn | 29  | Andrea Iannone    | Suzuki  | 0     | chute              | 3      | 0      |
| abn | 81  | Jordi Torres      | Ducati  | 0     | pas pris le depart | X      | 0      |
| abn | 99  | Jorge Lorenzo     | Ducati  | 0     | abandon            | X      | 0      |

° Jordi Torres a subi une fracture au doigt lors d'une collision pendant les essais et s'est retiré de l'événement.
° Jorge Lorenzo s'est retiré de l'épreuve après les essais de vendredi en raison des effets d'une blessure au poignet subie lors du GP de Thaïlande et a été remplacé par Michele Pirro.